# Jerzy Strzelecki
Jerzy Tomasz Strzelecki (ur. 18 listopada 1954 w Warszawie, zm. 11 września 2016 tamże) – polski socjolog, absolwent Uniwersytetu Warszawskiego i Uniwersytetu Stanforda, publicysta, bankier inwestycyjny, od 31 grudnia 1991 do 10 lutego 1994 był podsekretarzem stanu w Ministerstwie Przekształceń Własnościowych RP.
Był tłumaczem licznych książek o tematyce ekonomicznej. Deklarował poglądy wolnorynkowe i krytykował politykę monetarną zarówno Keynesa, jak i Friedmana. Był gorącym zwolennikiem Donalda Trumpa jako kandydata na prezydenta USA i angażował się w promowanie Trumpa. Nie dożył jednak wyborów prezydenckich w USA w roku 2016, umierając nagle w wieku 61 lat.
Syn Jana Strzeleckiego. Pochowany na cmentarzu Powązkowskim (kwatera 119-2-16)

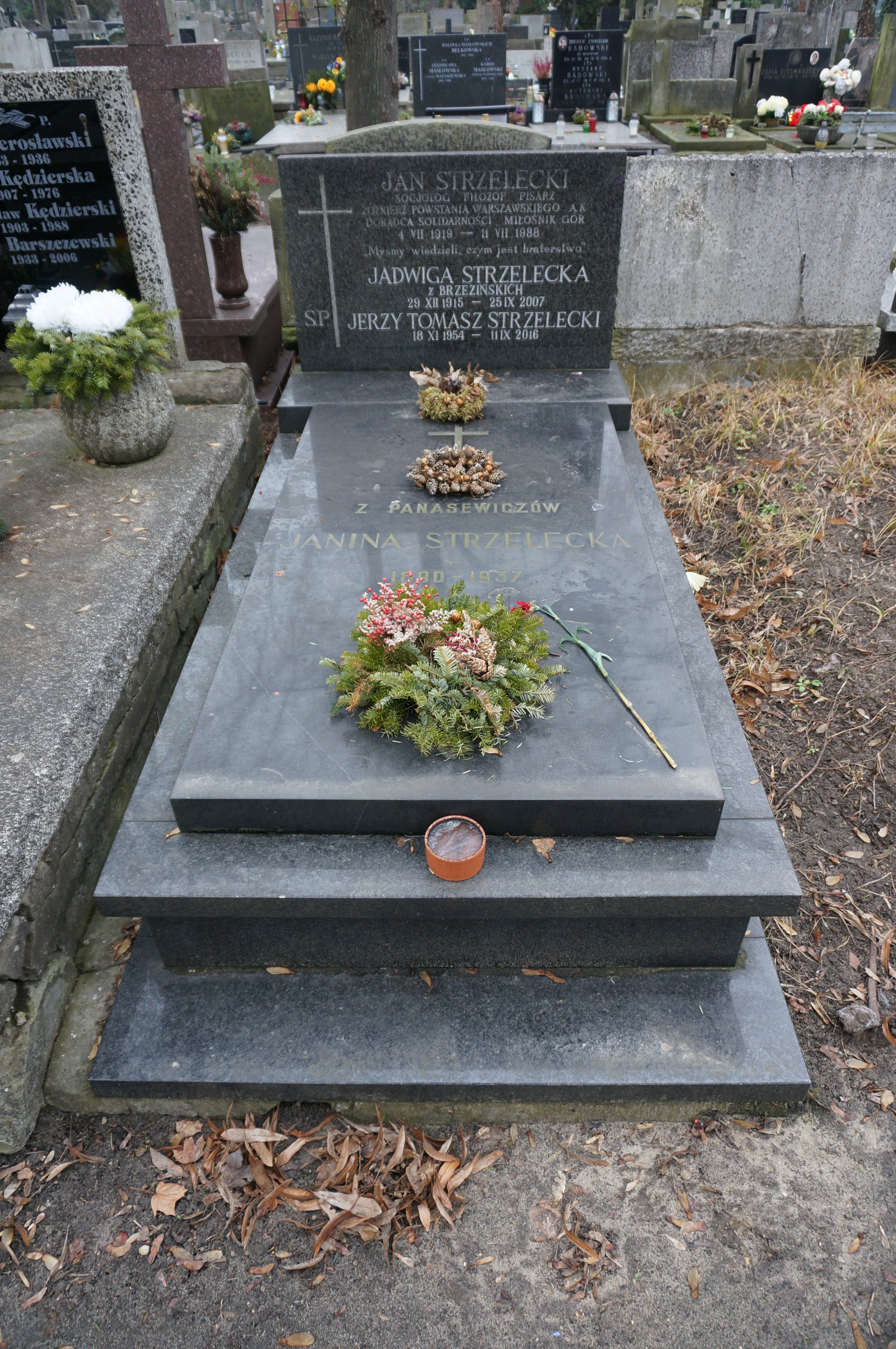
Grób Strzeleckich na cmentarzu Powązkowskim